# 贝尔金乡
贝尔金乡（罗马尼亚语：Comuna Berghin），是罗马尼亚阿尔巴县的一个乡，位于该县中部。贝尔金乡总面积75.17平方公里，总人口2169（2002年）。